# Maipo
El Maipo és un estratovolcà que es troba a la serralada dels Andes, a la frontera entre Xile i l'Argentina. És a 90 km al sud del Tupungato i uns 100 km al sud-est de Santiago de Xile. Té una forma cònica, i amb 5.264 msnm és un dels cims de més de 5.000 metres més meridionals dels Andes. El riu Maipo neix al seu vessant occidental i el Diamante ho fa a l'oriental.
El Maipo es va formar dins la gran caldera del Diamante. Aquesta caldera fa 15 km per 20 km i es va formar fa aproximadament mig milió d'anys, alliberant entre 260 i 350 km³ de material piroclàstic. Posteriorment es va crear el Maipo, que s'eleva uns 1.900 metres sobre la base de la caldera. A l'est del cim hi ha la Laguna del Diamante, un llac que es va formar quan les colades de lava van bloquejar els canals de drenatge de la caldera l'any 1826. La darrera erupció del volcà va tenir lloc el 1912.